# Aulonemia ulei
Aulonemia ulei là một loài thực vật có hoa trong họ Hòa thảo. Loài này được (Hack.) McClure & L.B.Sm. mô tả khoa học đầu tiên năm 1967.